# Piñero Peak
Der Piñero Peak ist mit 380 m die höchste Erhebung auf der Piñero-Insel im Archipel der Adelaide- und Biscoe-Inseln vor der Westküste der Antarktischen Halbinsel.
Das UK Antarctic Place-Names Committee benannte ihn 1980 nach der gleichnamigen Insel. Deren Namensgeber ist der argentinische Parlamentsabgeordnete Antonio F. Piñero (1855–1921), der die argentinische Regierung unter Präsident Roque Sáenz Peña zur uneingeschränkten Unterstützung der Fünften Französischen Antarktisexpedition (1908–1910) unter der Leitung des Polarforschers Jean-Baptiste Charcot bewegen konnte.